# St Nicholas Chapel (Orkney)

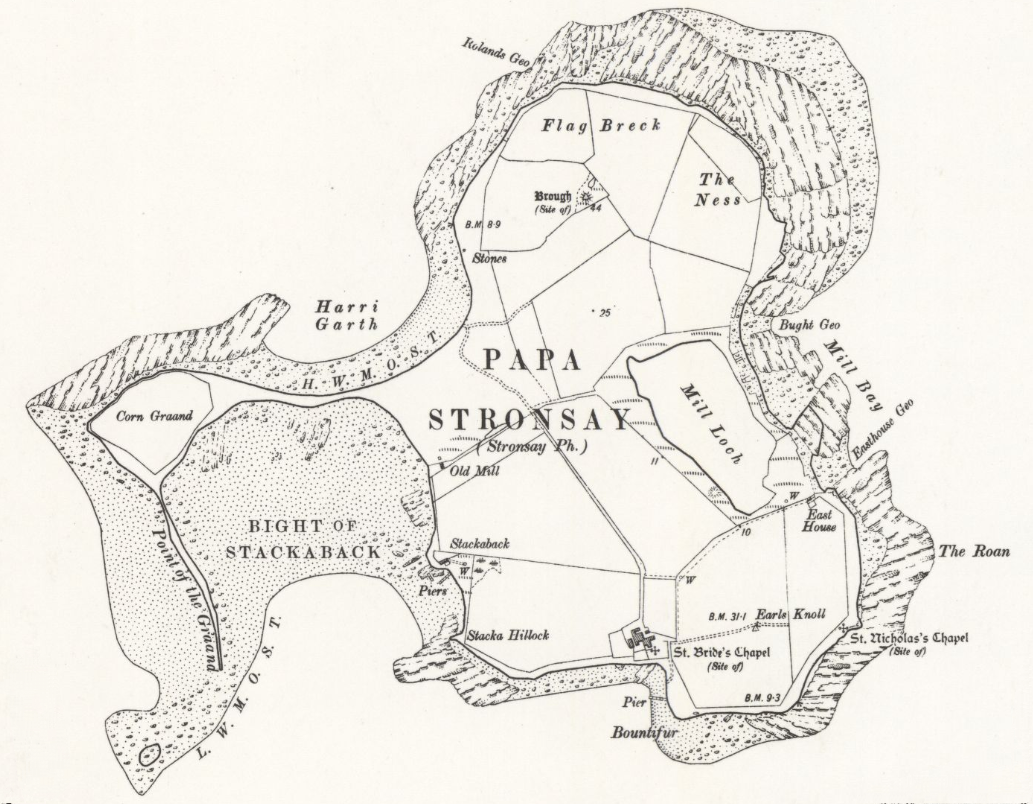
Karte

Die Ost-West orientierte St Nicholas Chapel auf der Orkneyinsel Papa Stronsay in Schottland ist die nördlichste frühchristliche Klosterkapelle. Sie stammt aus dem 11. Jahrhundert, der Zeit der Einführung des Christentums in dieser Region.
Es muss eine Gemeinschaft von Mönchen gewesen sein, die am Südostrand der Insel lebte. Die bereits im 12. Jahrhundert modifizierte Kapelle wurde nach der Reformation aufgegeben und fand als landwirtschaftliches Gebäude Verwendung. 1795 wurden die Steine zum Bau eines Stalles abgetragen. Als die Universität Birmingham 1998 mit Ausgrabungen begann, waren nur Unebenheiten im Boden erkennbar. Es fanden sich die 0,6 m breiten Grundmauern einer innen 5,3 × 3,95 m großen Kapelle mit einem später abgetrennten Chor von 2,5 auf 2,7 m.
Ein als Grabstein verwendetes Keltenkreuz wurde im 18. Jahrhundert in der Nähe der Kapelle gefunden. Es ging verloren, aber eine Zeichnung existiert, die die Platte stilistisch in das 8. Jahrhundert datiert.
Auf der winzigen Insel existierte noch eine zweite kleine Kapelle, die der St Bride. Beide Kapellen sollen jedoch eher Pilgerstationen als dauerhaft genutzte Objekte gewesen sein.
Nahe der St Nicholas Chapel erfolgte im Jahre 1046 n. Chr. der Mord am letzten Spross der Sinclair, dem Earl Rognvald Brusason, durch den Earl Thorfinn Sigurdsson und von Thorkel, seinem Gefolgsmann. Thorfinn war ein Sohn des Wikingerkönigs Sigurd II., der 1018 in der Schlacht von Clontarf getötet wurde.